# Хаміти

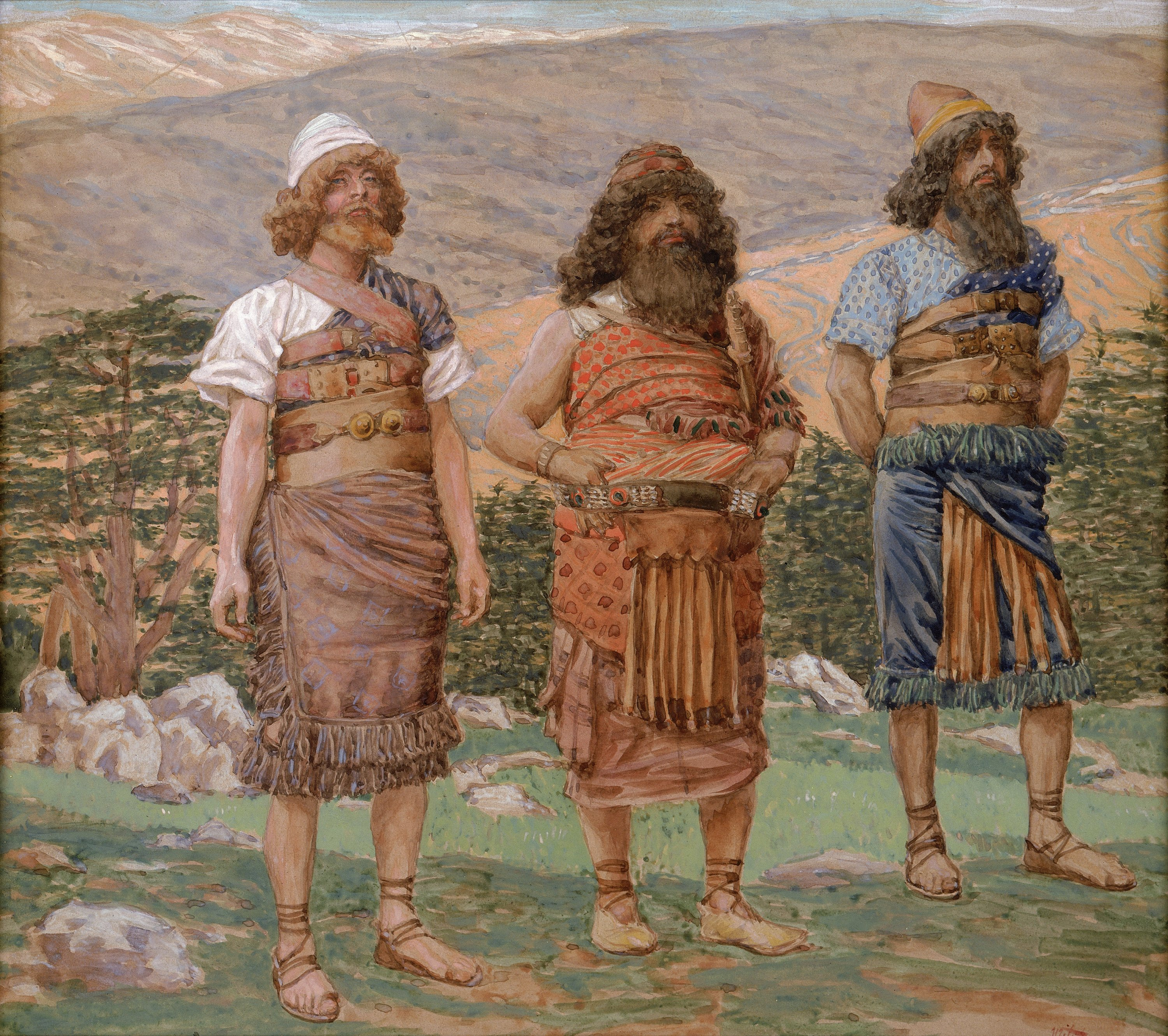
Сим, Хам та Яфет Джеймса Тіссо

Хамі́ти — за біблійними джерелами, нащадки Хама, одного з трьох синів Ноя.

## Джерело
У дев'ятому розділі Книги Буття розповідається, що одного разу, коли Ной сп'янів та лежав оголеним у своєму наметі, його син Хам імовірно зі своїм сином Ханааном побачив «наготу батька свого», і залишивши батька голим, поспішив розповісти про це двом своїм братам. «Узяли тоді Сим та Яфет одежину, і поклали обидва на плечі свої, і позадкували, та й прикрили наготу батька свого. Вони відвернули дозаду обличчя свої, і не бачили наготи батька свого.» За виявлену неповагу Ной прокляв сина Хама — Ханаана та його нащадків, оголосивши: «Нехай Бог розпросторить Яфета, і нехай пробуває в наметах він Симових, і нехай Ханаан рабом буде йому!»
Також, згідно з однією з апокрифічних книг, Книзі Ювілеїв, початковим місцем розселення нащадків Хама стала «друга спадкова частина, по той бік Гигону, на південь, направо від раю, і вона йде на південь».

## Родовід Хама та його нащадків

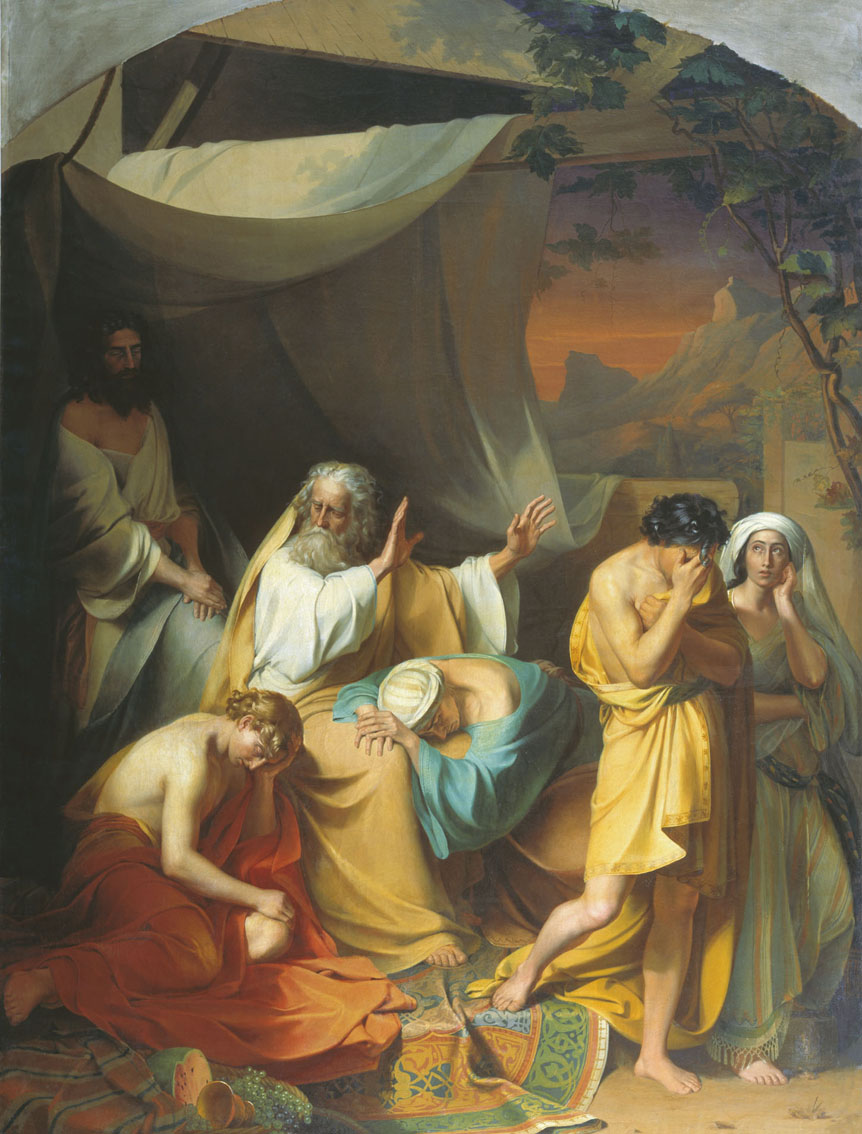
І.Ксенофонтов. Ной проклинає Хама

Карта розселення нащадків Ноя по Йосипу Флавію, близько 100 р. н. е.; сини Хама показані синім кольором

### Рід Хама
Згідно зі старозавітними переказами, у Хама після Потопу було четверо синів.
- Куш: (ефіопи, кушити, можливо, хім'ярити та сабеї)
- Міцраїм: (Єгипетські араби, філістимляни)
- Фут: (можливо, лівійці)
- Ханаан: (хананеї, фінікійці)

### Нащадки Куша
Згідно з Книгою Буття, Куш (Біблія) був першим сином Хама та мав шістьох синів. Сини Куша: Сева, Хавила, Савта, Раама, Савтеха та Німрод.

### Нащадки Міцраіма
Сім синів Міцраїма: Лудим, Анамім, Леговім, Нафтухим, Патрусім, Каслухим та Кафторим.

### Нащадки Фута
У Біблії немає згадки імен синів Фута.

### Нащадки Ханаана
Згідно з Книгою Буття, у Ханаана було одинадцять синів:
Сидон, Хет, Євусей, Аморей, Гіргасей, Евей, Аркей, Синей, Арвадей, Цемарій та Хімафей.

### Альтернативні генеалогії
Дані з не біблейських джерел не завжди збігаються з класичною «таблицею народів» з Книги Буття.

## Подальше використання та тлумачення терміна

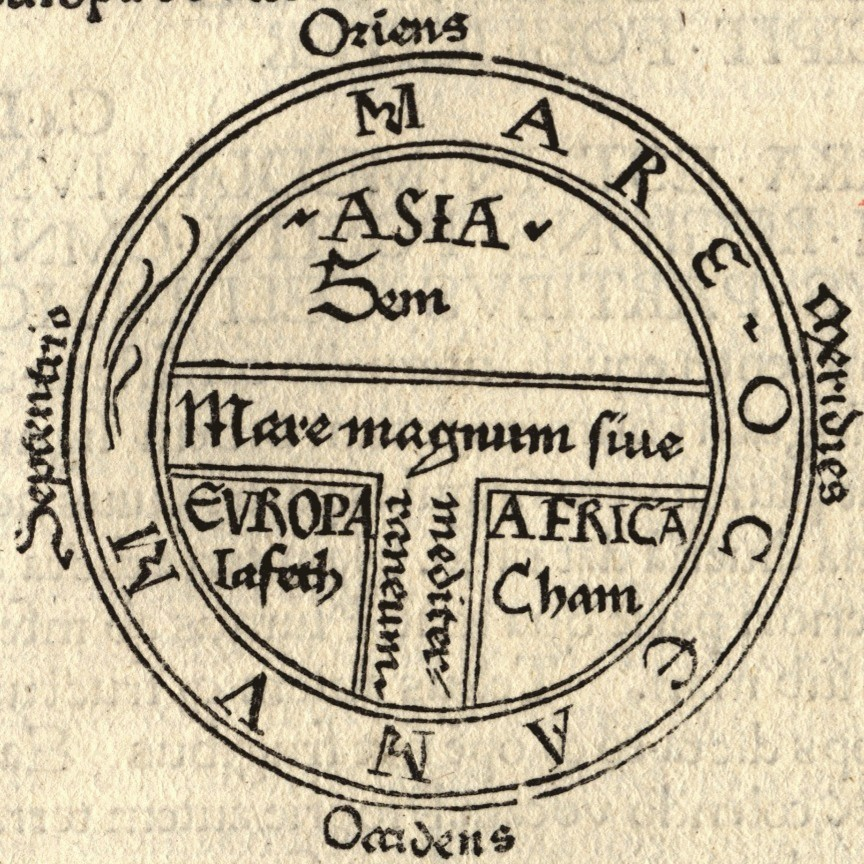
Розселення нащадків Хама, згідно з європейською середньовічною картою Т та О типу

Уявлення про Хамітів та його нащадків стали фіксуватися в історичних переказах, хроніках та трактах, заснованих на біблійній історії. Так наприклад, в «Повісті временних літ», написаною Нестором Літописцем в XII столітті про Хамітів говориться наступне:
Хаму ж дісталась південна частина: Єгипет, Ефіопія, прилегла до Індії, і друга Ефіопія, з якої витікає ріка ефіопська Червона, поточна на схід, Фіви, Лівія, прилегла аж до Киринії, Мармарія, Сирт, Лівія, Нумідія, Масурія, Мавританія, що знаходиться навпроти Гадіра. B його володіннях на сході знаходяться також: Кілікія, Памфілія, Пісідія, Місія, Лікаонія, Фригія, Камалія, Лікія, Карія, Лідія, інша Місія, Троада, Еоліда, Віфінія, Стара Фригія та острови також деякі: Сардинія, Крит, Кіпр та ріка Гіхону, яку називають Нілом.— Давньоруська література XII століття Повість врем'яних літ
.
Також уявлення про Хамітів, як про сукупність народів, що проживають на південь від Ханаана, лягло в основу середньовічних європейських географічних уявлень, що, зокрема, знайшло своє відображення в картах.
Вже в Новий час, коли європейці проникли в Африку, уява про дітей Хама як про рабів Сима та Яфета стала одним з ідеологічних обґрунтувань работоргівлі.

### Хамітська теорія в лінгвістиці

Сучасна карта афразійских мов

В середині XIX сторіччя німецький єгиптолог Карл Ріхард Лепсіус ввів цей термін в лінгвістику, назвавши хамітськими спільність маловивчених до того часу мов африканських народів. У міру вивчення, виявилося, що багато із «хамітських» мов не є генетично спорідненими, а інші хамітські мови близькі до семітських мов. Тому в 1887 р. лінгвіст Ф. Мюллер запропонував ввести термін «семіто-хамітські мови» для позначення сукупності вже достатньо вивчених семітських та хамітських мов.
В 1908 р. семітолог А. М. Кримський писав:
Термін «Хаміти» запозичений новітньою етологією з Х гл. " Буття " для позначення народів, які живуть у пн. та пн.-сх. Африці і говорять на так званих хамітських мовах та відрізняються як від сусідніх негрів (банту), так і від семітів (арабів та абіссінцев-ефіопів); цей загальноприйнятий тепер термін (введений Лепсіусом та Ф. Міллером) не зовсім вдалий, тому що, таким чином, доводиться не зараховувати до хамітів фінікійців, які автором " Буття ", на підставі культурних та політичних відносин, поміщені в число нащадків Хама, але вони говорили мовою не хамітів, а семітів. Антропологічно хаміти належать до раси Середземної, тобто те саме що семіти і індоєвропейці, але ближче стоять до семітів, до яких вони ближче та за мовою.— " Семітські мови" Т. Нельдеке в обробці А. Кримського
Згодом, М. Коен довів, що термін " хамітські мови " не має певного лінгвістичного змісту та він поступився місцем терміну «семіто-хамітські мови».
В 1970-их роках американський лінгвіст Дж. Грінберг запропонував використовувати терміном «афразійські мови» замість семіто-хамітських.

### Хамітська теорія в етнографії
Крім того, у міру знайомства та вивчення різних африканських культур європейські дослідники зробили припущення, що африканці самостійно не могли сформувати якийсь ареал цивілізації та будь-яке державне утворення або велику споруду (наприклад, піраміди Мерое, Велике Зімбабве) це повинно було стати наслідком впливу розвиненіших народів — арабів, індійців чи хамітів. Так німецький лінгвіст Карл Майнхоф припустив, що хамітами є прийдешні кочівники зі світлою шкірою, які принесли цивілізацію у внутрішні райони Африки, але потім були асимільовані автохтонним населенням.
Теорія підтверджувалася існуючим етнографічним матеріалом. Наприклад, кочівники тутсі, що управляли хліборобами хуту, є більш світлошкірими; або кочівники фульбе, що створили халіфат Сокото, в результаті підпорядкування хауса, тив та інших етнічних груп, мають, як правило, тонкі губи та вузькі носи.
Розквіт хамітської теорії припав на першу половину XX століття, періоду колоніального управління, однією з цілей якого було просвітити відсталі народи.

### Хаміти в антропології
До хамітів зазвичай зараховують хамітські за походженням (але не завжди по мові) народи Північної та Північно-східної Африки та Західної Азії
Таким чином, хамітськими мовами називають всі афразійські мови, окрім семітських: берберо-лівійські, єгипетські, кушитські, омотські та чадські мови.
Важливо відзначити, що сучасний ареал розповсюдження семітських мов обумовлений середньовічною арабською експансією в Північну Африку та на Близький Схід. У давнину, територіальні співвідношення семітських та хамітських мов були іншими.

### Хаміти в популяційній генетиці та ДНК-генеалогії

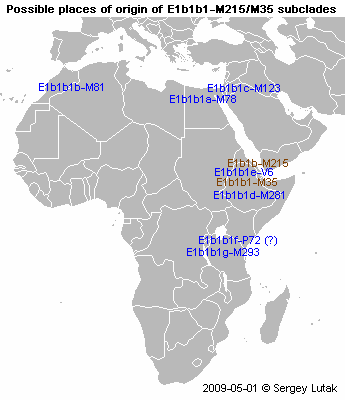
Можливі місця виникнення субкладів Y-ДНК гаплогрупи E1b1b1

У генетичному відношенні, біблійний ареал розповсюдження хамітських народів найбільше відповідає ареалу розповсюдження гаплогрупи ДНК Y-хромосоми людини E1b1b1 (M35) та її субкладів. Місця виникнення та сучасне поширення субкладів E1b1b1d (M281) та E1b1b1e (V6) відповідають біблійному ареалу розповсюдження деяких синів Хуша.
Згідно з деякими дослідженнями в області ДНК-генеалогії, біблійний ареал розповсюдження нащадків Міцраіма найбільш відповідає ареалу розповсюдження гаплогрупи ДНК Y-хромосоми людини E1b1b1a (M78). Загальних предків гаплогрупи E1b1b1a (M78) іноді називають «Y-хромосомним Міцраімом».
Біблія дає детальну інформацію про нащадків Міцраїма 
Біблія дає детальну інформацію про нащадків Міцраіма (єгиптяни, филистимляни, кафторіти), Хуша (ефіопи, кушити, сабеї)--> і Ханаана . Про нащадків же Фута (можливо, лівійці або жителі Африканського Рогу) біблія мовчить.